# Pteromys
Pteromys G. Cuvier, 1800 è un genere di roditori della famiglia degli Sciuridi che comprende due specie di scoiattoli volanti originarie dell'Eurasia settentrionale.

## Tassonomia e distribuzione
Il genere comprende le seguenti specie:
- Pteromys momonga Temminck, 1844 - scoiattolo volante del Giappone (isole di Honshū e Kyūshū);
- Pteromys volans (Linnaeus, 1758) - scoiattolo volante siberiano (intera zona dalle foreste di conifere dell'Eurasia, dalla Finlandia e dal Mar Baltico fino alla Siberia orientale e alla Corea, nonché sulle isole di Sachalin e Hokkaidō).

## Descrizione
Il corpo degli Pteromys misura 12-22,8 cm e la coda 10,8-12,7 cm. In P. volans il peso si aggira sui 90-170 g. Il pelame è lungo, fine e soffice. La colorazione delle regioni superiori varia dal grigio-argento chiaro al grigio-camoscio, mentre le regioni inferiori, la superficie interna delle zampe e del patagio sono bianco-camoscio. La coda è generalmente grigia con l'estremità più scura. Il patagio si estende dai polsi alle caviglie, ma non è presente un'ulteriore membrana tra le zampe e la base della coda come nel genere Petaurista. Sebbene la coda sia larga e abbastanza appiattita, non lo è quanto nelle due specie di Glaucomys. Gli occhi sono grandi e neri. Le femmine hanno otto mammelle.

## Biologia
Questi scoiattoli abitano le foreste sempreverdi boreali. Sono rigidamente notturni, silenziosi, e si avventurano raramente al suolo. In questo modo, solo poche persone sospettano della loro presenza in una determinata regione, e quindi vengono considerati rari quando invece sono molto numerosi. Trascorrono il giorno nelle cavità degli alberi o in nidi costruiti con muschi e licheni. Questi nidi vengono costruiti alla congiuntura dei rami, su alberi di pino o peccio. Al crepuscolo gli scoiattoli escono dal nido e iniziano a scorrazzare tra le cime degli alberi con rapidi movimenti. Se non riescono a raggiungere un ramo vicino con un semplice salto, si arrampicano più in alto e planano in direzione dell'obiettivo. Come le specie di Glaucomys, estendono gli arti anteriori e posteriori, allargando così il patagio, sì da riuscire a planare verso il punto voluto. Al momento di atterrare, si dirigono verso l'alto per aderire meglio al tronco. Sono anche in grado di cambiare direzione in volo. La loro colorazione è così simile a quella della corteccia che essi divengono praticamente invisibili, e aderiscono così bene al tronco da sembrare un semplice rigonfiamento della corteccia. La loro dieta consiste di noci, pinoli, gemme e corteccia di alcuni alberi, frutta e, probabilmente, di alcuni insetti.
Talvolta sullo stesso albero possono essere presenti molti esemplari, appartenenti sempre allo stesso sesso tranne che durante la stagione degli amori. In Finlandia, il nido viene generalmente condiviso da una coppia di adulti. Le nascite avvengono per lo più in maggio, ma spesso viene prodotta anche una seconda nidiata in giugno o ai primi di luglio; ogni nidiata è composta da uno a cinque piccoli, generalmente due o tre, che vengono svezzati dopo sei settimane. La gestazione dura circa quattro settimane. In Corea, un nido scoperto il 28 maggio conteneva due piccoli.

## Conservazione
In Europa, P. volans sta diminuendo di numero, soprattutto a causa delle modificazioni dell'habitat provocate dall'industria del legname. In Siberia la stessa specie viene cacciata per l'utilizzo a scopo commerciale della pelliccia. Entrambe le specie del genere, tuttavia, sono ancora molto diffuse e compaiono sulla Lista Rossa della IUCN tra le specie a rischio minimo.